# San Diego Open 2022
San Diego Open 2022 byl společný tenisový turnaj hraný na profesionálních okruzích mužů ATP Tour a žen WTA Tour v kalifornském San Diegu. Dějištěm se staly dvorce s tvrdým povrchem Barnesova tenisového centra. Mužská část San Diego Open se konala mezi 19. až 25. zářím a ženy navázaly v týdnu od 10. října 2022. 
Mužská polovina dotovaná 612 000 dolary patřila do kategorie ATP Tour 250. Ženská událost s rozpočtem 757 900 dolarů se řadila do kategorie WTA 500. Nejvýše nasazenými singlisty se stali dvacátý pátý muž žebříčku Daniel Evans z Velké Británie a světová jednička Iga Świąteková z Polska. Jako poslední přímí účastníci do dvouher nastoupili australský 121. tenista pořadí Christopher O'Connell a česká 20. žena klasifikace Karolína Plíšková.
Mužský turnaj získal jednoletou licence. Do okruhu byl zařazen kvůli zrušení podzimních čínských turnajů pro pandemii covidu-19, které se již nekonaly v roce 2021. Ženská tenisová asociace během května 2022 oznámila aktualizovaný kalendář po zrušení všech událostí WTA kvůli obavám o bezpečnost čínské tenistky Pcheng Šuaj, která v listopadu 2021 obvinila bývalého vicepremiéra Čanga Kao-lia ze sexuálního násilí. Do 41. týdne začlenila novou událost v San Diegu. V důsledku invaze Ruska na Ukrajinu na konci února 2022 řídící organizace tenisu ATP, WTA a ITF s grandslamy rozhodly, že ruští a běloruští tenisté mohli dále na okruzích startovat, ale do odvolání nikoli pod vlajkami Ruska a Běloruska.
Premiérovou trofej na okruhu ATP Tour vybojoval 21letý Američan Brandon Nakashima. Jedenáctý singlový titul z okruhu WTA Tour si odvezla Iga Świąteková. Stala se tak první hráčkou od výkonu Sereny Williamsové v sezóně 2013, která v rámci ročníku vyhrála alespoň osm turnajů a na konečném žebříčku překonala hranici 10 tisíce bodů. Mužskou čtyřhru ovládli Američané Nathaniel Lammons a Jackson Withrow, kteří získali první společnou trofej. V ženském deblu zvítězily jejich krajanky Coco Gauffová s Jessicou Pegulaovou, pro něž to byl třetí párový titul.

## Rozdělení bodů a finančních odměn

### Rozdělení bodů
| Soutěž       | Soutěž       | vítězové | finalisté | semifinalisté | čtvrtfinalisté | 16 v kole | 28 v kole | Q  | Q2 | Q1 |
| ------------ | ------------ | -------- | --------- | ------------- | -------------- | --------- | --------- | -- | -- | -- |
| dvouhra mužů | [ 2 ] [ 16 ] | 250      | 150       | 90            | 45             | 20        | 0         | 12 | 6  | 0  |
| čtyřhra mužů | [ 17 ]       | 250      | 150       | 90            | 45             | 0         | —         | —  | —  | —  |
| dvouhra žen  | [ 1 ] [ 18 ] | 470      | 305       | 185           | 100            | 55        | 1         | 25 | 13 | 1  |
| čtyřhra žen  | [ 19 ]       | 470      | 305       | 185           | 100            | 1         | —         | —  | —  | —  |

### Finanční odměny
| Soutěž                                | Soutěž       | vítězové  | finalisté | semifinalisté | čtvrtfinalisté | 16 v kole | 28 v kole | Q2      | Q1      |
| ------------------------------------- | ------------ | --------- | --------- | ------------- | -------------- | --------- | --------- | ------- | ------- |
| dvouhra mužů                          | [ 2 ] [ 16 ] | 93 090 $  | 54 300 $  | 31 925 $      | 18 495 $       | 10 740 $  | 6 565 $   | 3 280 $ | 1 790 $ |
| dvouhra žen                           | [ 1 ] [ 18 ] | 116 340 $ | 71 960 $  | 42 010 $      | 20 505 $       | 11 185 $  | 8 080 $   | 5 410 $ | 2 785 $ |
| čtyřhra mužů                          | [ 17 ]       | 32 340 $  | 17 300 $  | 10 150 $      | 5 670 $        | 3 340 $   | —         | —       | —       |
| čtyřhra žen                           | [ 19 ]       | 39 000 $  | 23 700 $  | 13 470 $      | 7 000 $        | 4 200 $   | —         | —       | —       |
| částka ve čtyřhrách je uvedena na pár |              |           |           |               |                |           |           |         |         |

## Mužská dvouhra

### Nasazení
| Stát                          | Hráč              | ATP | Nasazení |
| ----------------------------- | ----------------- | --- | -------- |
| Spojené království            | Dan Evans         | 25. | 1.       |
| USA                           | Jenson Brooksby   | 50. | 2.       |
| USA                           | Marcos Giron      | 60. | 3.       |
| Španělsko                     | Pedro Martínez    | 67. | 4.       |
| USA                           | Brandon Nakashima | 68. | 5.       |
| Chile                         | Alejandro Tabilo  | 69. | 6.       |
| Austrálie                     | James Duckworth   | 70. | 7.       |
| USA                           | J. J. Wolf        | 72. | 8.       |
| Žebříček ATP ke 12. září 2022 |                   |     |          |

### Jiné formy účasti
Následující hráči obdrželi divokou kartu do hlavní soutěže:
- Brandon Holt
- Zachary Svajda
- Fernando Verdasco

TNásledující hráči postoupili z kvalifikace:
- Christopher Eubanks
- Mitchell Krueger
- Facundo Mena
- Emilio Nava

### Odhlášení
před zahájením turnaje
- Daniel Altmaier → nahradil jej  Jason Kubler
- Cristian Garín → nahradil jej  Steve Johnson
- Kwon Sun-u → nahradil jej  Stefan Kozlov
- Jiří Veselý → nahradil jej  Christopher O'Connell

## Mužská čtyřhra

### Nasazení
| Stát     | Hráč               | Stát      | Hráč                      | ATP  | Nasazení |
| -------- | ------------------ | --------- | ------------------------- | ---- | -------- |
| Mexiko   | Santiago González  | Argentina | Andrés Molteni            | 65.  | 1.       |
| USA      | Nathaniel Lammons  | USA       | Jackson Withrow           | 129. | 2.       |
| Kolumbie | Nicolás Barrientos | Mexiko    | Miguel Ángel Reyes-Varela | 146. | 3.       |
| Švédsko  | André Göransson    | Japonsko  | Ben McLachlan             | 147. | 4.       |

|-
|colspan=6 align=center|Žebříček ATP ke 12. září 2022; číslo je součtem žebříčkového postavení obou členů páru
|}

### Jiné formy účasti
Následující páry obdržely divokou kartu do hlavní soutěže:
- Bradley Klahn /  Fernando Verdasco
- Keegan Smith /  Sem Verbeek

Následující pár nastoupil z pozice náhradníka:
- Jonathan Eysseric /  Artem Sitak

### Odhlášení
před zahájením turnaje
- William Blumberg /  Alejandro Tabilo → nahradili je  Evan King /  Denis Kudla
- Robert Galloway /  Alex Lawson → nahradili je  Jonathan Eysseric /  Artem Sitak
- Cristian Garín /  Hans Hach Verdugo → nahradili je  Hans Hach Verdugo /  Treat Conrad Huey
- Max Purcell /  Luke Saville → nahradili je  Jason Kubler /  Luke Saville

## Ženská dvouhra

### Nasazení
| Stát                          | Hráčka                 | WTA | Nasazení |
| ----------------------------- | ---------------------- | --- | -------- |
| Polsko                        | Iga Świąteková         | 1.  | 1.       |
| Španělsko                     | Paula Badosová         | 4.  | 2.       |
|                               | Aryna Sabalenková      | 5.  | 3.       |
| USA                           | Jessica Pegulaová      | 6.  | 4.       |
| USA                           | Coco Gauffová          | 8.  | 5.       |
| Francie                       | Caroline Garciaová     | 10. | 6.       |
|                               | Darja Kasatkinová      | 11. | 7.       |
|                               | Veronika Kuděrmetovová | 12. | 8.       |
| Žebříček WTA ke 3. říjnu 2022 |                        |     |          |

### Jiné formy účasti
Následující hráčky obdržely divokou kartu do hlavní soutěže:
- Leylah Fernandezová
- Maria Sakkariová
- Sloane Stephensová
- Coco Vandewegheová

Následující hráčky nastoupily pod žebříčkovou ochranou:
- Bianca Andreescuová (22.PR/56.)[3]
- Sofia Keninová (4.PR/312.)[3]

Následující hráčky postoupily z kvalifikace:
- Louisa Chiricová
- Caroline Dolehideová
- Robin Montgomeryová
- Camila Osoriová
- Ellen Perezová
- Donna Vekićová

Následující hráčka postoupily z kvalifikace jako šťastné poražené:
- Jil Teichmannová
- Čeng Čchin-wen

### Odhlášení
před zahájením turnaje
- Beatriz Haddad Maiová → nahradila ji   Ljudmila Samsonovová
- Anett Kontaveitová → nahradila ji  Bianca Andreescuová
- Veronika Kuděrmetovová → nahradila ji  Jil Teichmannová
- Petra Kvitová → nahradila ji  Martina Trevisanová
- Jeļena Ostapenková → nahradila ji  Alison Riskeová-Amritrajová
- Jelena Rybakinová → nahradila ji  Čeng Čchin-wen

## Ženská čtyřhra

### Nasazení
| Stát                                                                         | Hráčka                      | Stát       | Hráčka            | WTA | Nasazení |
| ---------------------------------------------------------------------------- | --------------------------- | ---------- | ----------------- | --- | -------- |
| USA                                                                          | Coco Gauffová               | USA        | Jessica Pegulaová | 11. | 1.       |
| Kanada                                                                       | Gabriela Dabrowská          | Mexiko     | Giuliana Olmosová | 15. | 2.       |
| USA                                                                          | Nicole Melichar-Martinezová | Austrálie  | Ellen Perezová    | 27. | 3.       |
| USA                                                                          | Desirae Krawczyková         | Nizozemsko | Demi Schuursová   | 28. | 4.       |
| Žebříček WTA ke 3. říjnu 2022; číslo je součtem umístění obou členek dvojice |                             |            |                   |     |          |

### Jiné formy účasti
Následující pár obdržel divokou kartu:
- Alyssa Ahnová /  Katherine Huiová

### Odhlášení
před zahájením turnaje
- Anna Danilinová /  Beatriz Haddad Maiová → nahradily je  Anna Danilinová /   Aljaksandra Sasnovičová

## Přehled finále

### Mužská dvouhra
- Brandon Nakashima vs.  Marcos Giron, 6–4, 6–4

### Ženská dvouhra
- Iga Świąteková vs.  Donna Vekićová, 6–3, 3–6, 6–0

### Mužská čtyřhra
- Nathaniel Lammons /  Jackson Withrow vs.  Jason Kubler /  Luke Saville, 7–6(7–5), 6–2

### Ženská čtyřhra
- Coco Gauffová /  Jessica Pegulaová  vs.  Gabriela Dabrowská /  Giuliana Olmosová, 1–6, 7–5, [10–4]